# محمد طرابلسی (بازیکن فوتبال)
محمد طرابلسی (انگلیسی: Mohamed Trabelsi؛ زادهٔ ۷ ژانویهٔ ۱۹۶۸) بازیکن فوتبال اهل تونس است.
از باشگاه‌هایی که در آن بازی کرده‌است می‌توان به باشگاه فوتبال آفریقایی و باشگاه فوتبال المعب تونس اشاره کرد.